# Vojvodino
Vojvodino (bulgariska: Войводино) är ett distrikt i Bulgarien.   Det ligger i kommunen Obsjtina Văltjidol och regionen Oblast Varna, i den östra delen av landet, 400 km öster om huvudstaden Sofia.
Trakten runt Vojvodino består till största delen av jordbruksmark. Runt Vojvodino är det ganska glesbefolkat, med 40 invånare per kvadratkilometer.